# Motorola 8900

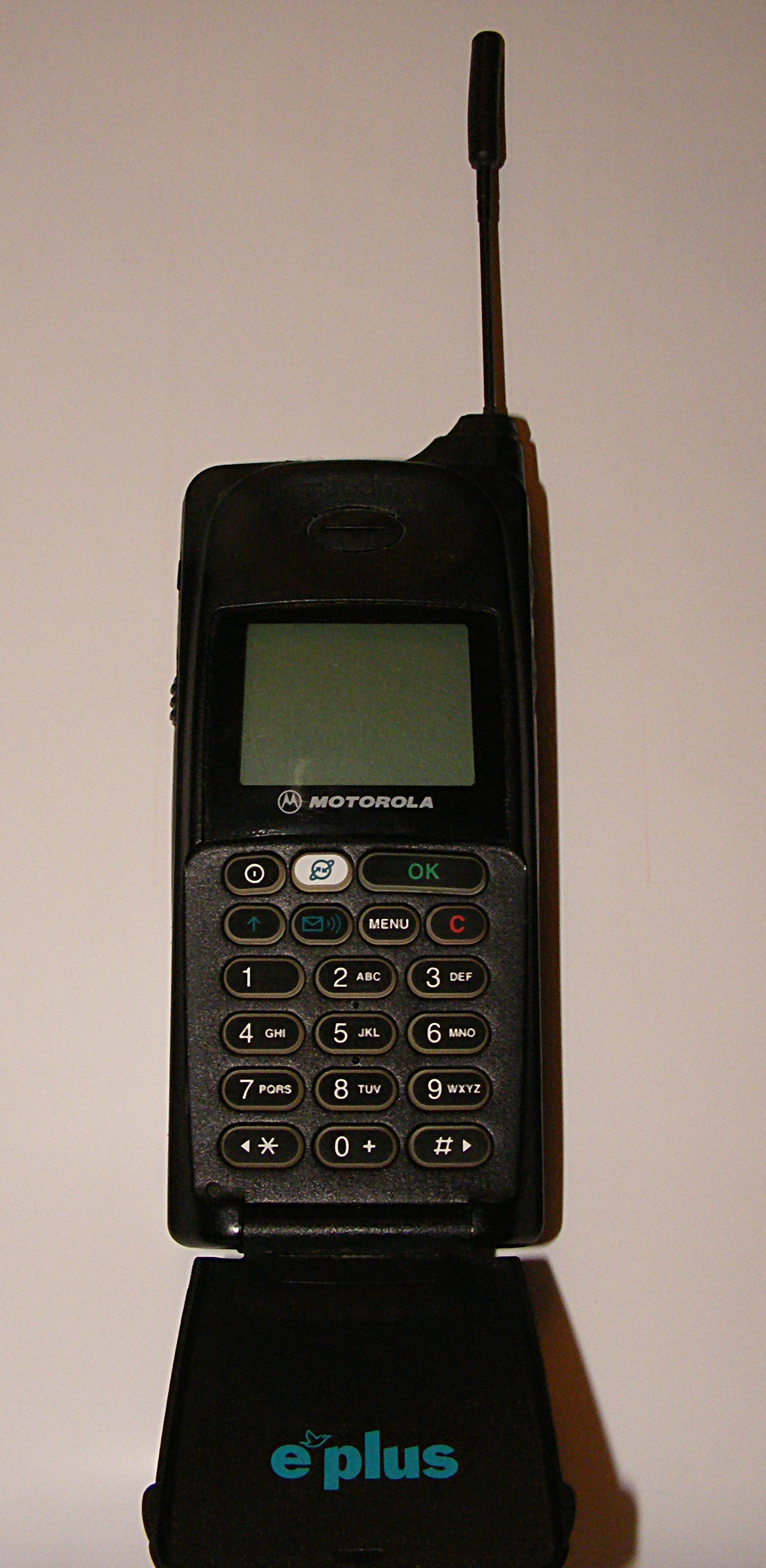
Motorola 8900 / E-Plus Traveller

Das Motorola 8900 (auch als E-Plus Traveller bekannt) ist das erste Dualband-Mobiltelefon, das von Motorola produziert wurde. Es wurde im Jahre 1997 eingeführt.
Das Gerät zeichnet sich vor allem durch die „Netzstandard“-Taste aus, die einen manuellen Wechsel von GSM 900 zu DCS 1800 zulässt.
Bei Abmessungen von 139 × 58 × 26 mm (179 × 58 × 26 mm aufgeklappt) hat es ein Gewicht von 218 Gramm. Der Originalakku ist ein 6 V NiMH-Akku mit einer Kapazität  von 950 mAh. Das Gerät hat circa 4,5 Stunden Gesprächszeit und 85 Stunden Standbyzeit. Es hat einen vollgrafischen S/W-Bildschirm um Text und Logos darstellen zu können. Der integrierte Speicher reicht für 100 Telefonbucheinträge, zusätzlich zum SIM-Kartenspeicherplatz.
Die Klappe dient zum Schutz der Tastatur. Wenn sie zugeklappt ist, ist die Tastensperre aktiv. Bei einem Anruf wird das Gespräch durch Aufklappen angenommen und durch Zuklappen wieder beendet. Die ausziehbare Antenne ist insgesamt 83 mm lang, im nichtausgezogenen Zustand jedoch nur 23 mm.
Es wird eine DIN-1 SIM-Karte eingesetzt, die von unten in das Gerät eingeschoben wird und ohne Ausschalten des Telefons oder Entfernen des Akkus gewechselt werden kann.

## Funktionsumfang
- Vibrationsalarm
- 11 Ruftöne (Standardton, einzelner Rufton, britischer Rufton, deutscher Rufton, Bravorufton, dreimaliger Rufton, Sirene, schneller Rufton, hoher Rufton, Musikrufton)
- Netzwechseltaste (GSM 900 ←/→ DCS 1800)
- Telefonbuch mit 100 Einträgen auf dem Telefon
- Seitentasten zur Lautstärkeeinstellung
- Stummschalten-Taste
- Auswurfschalter für die SIM-Karte
- Klappe zum Schutz der Tastatur und zur Rufannahme
- Bildschirmhintergrundbeleuchtung
- Nachrichten-Editor zum Empfangen und Versenden von SMS
- ausziehbare Antenne zur Empfangsverbesserung
- Anrufgebührenverwaltung
- Kurzwahltaste zur Mailbox
- mit dem optionalen Computerkabel von Motorola kann das 8900 auch als Modem verwendet werden